# اشکفت شیری
اشکفت شیری یک روستا در ایران است که در شهرستان گچساران واقع شده‌است. اشکفت شیری ۱۳۳ نفر جمعیت دارد.
اثر تاریخی غار شیری در این روستا قرار دارد.